# Gilbert Gruss
Gilbert Gruss (* 10. Februar 1943 in Algrange; † 1. Oktober 2016) war ein französischer Karateka. Im September 2007 erhielt er 9. Dan Shotokan-Karate. Er war ein Selbstverteidigungsexperte und ehemaliger Karate-Bundestrainer. Er starb im Alter von 73 Jahren.

## Größte Titel
- 1972 Europameister in allen Kategorien
- 1972 Mannschaftsweltmeister

## Trainerkarriere
- 1970 Staatsdiplom als Judolehrer
- 1972–1975 Nationaltrainer in Deutschland
- 1975–1981 Nationaltrainer in Frankreich (Europameister 1979, 1980 und 1981)